# Bradford Industrial Museum

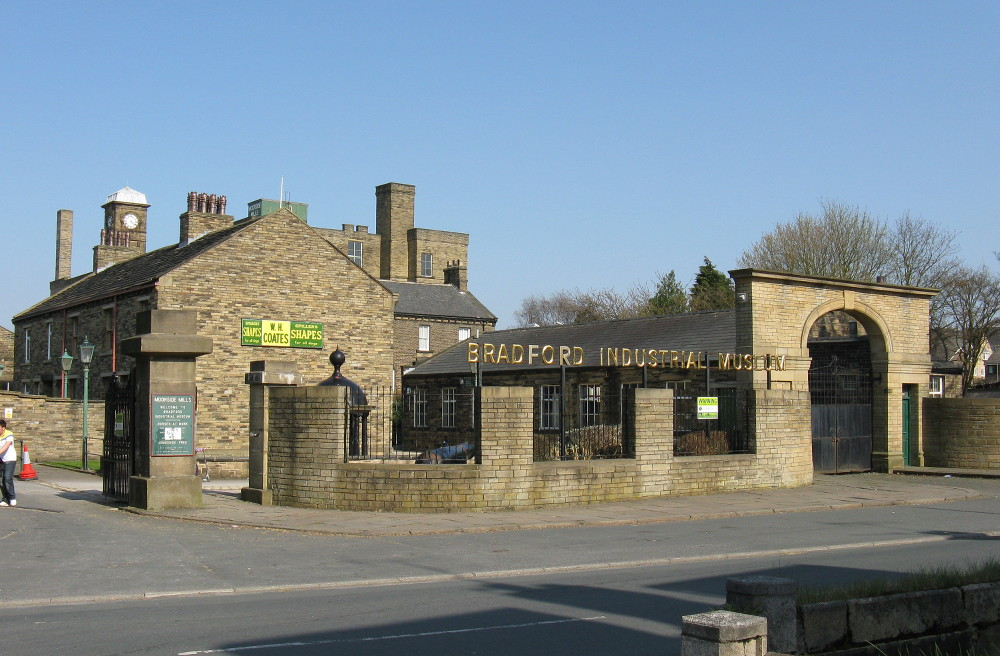

Het Bradford Industrial Museum is een museum in het Engelse Bradford. Het textiel- en industriemuseum werd opgericht in 1974. Het belicht de industriële opgang van Bradford en de wolindustrie. Er zijn (stoom)machines, auto's, weefgetouwen en locomotieven te zien.